# Roller derby
Le roller derby est un sport de contact se pratiquant à patins à roulettes quads sur une piste de forme oblongue, le but du jeu étant pour l'une des joueuses ou l'un des joueurs de réussir à dépasser en un laps de temps donné les joueuses ou les joueurs adverses sans se faire projeter au sol ni sortir de la piste. L'ancêtre du roller derby était un sport professionnel aussi bien pour les hommes que pour les femmes. Le roller derby contemporain est désormais un sport international avec des ligues partout dans le monde et à prédominance féminine. En 2013, il y a plus de 1 250 ligues autour du monde, principalement dans les pays anglophones. 
Depuis le début des années 2000, certaines ligues de roller derby américaines sont fortement influencées par le « DIY » mêlé d'une mouvance punk / troisième vague féministe, principalement en réaction au conservatisme et au puritanisme qui voudraient que la femme ne soit au monde sportif qu'un faire-valoir masculin. L'imagerie des joueuses spécialement est fortement influencée par les modes rockabilly, punk et pin-up et par le monde des films d'horreur.
En 2009, la comédie Bliss (Whip It!) réalisée par l'actrice Drew Barrymore raconte les aventures d'une adolescente texane qui, lassée des concours de beauté, décide de rejoindre une équipe féminine de roller derby.

## Les règles du roller derby

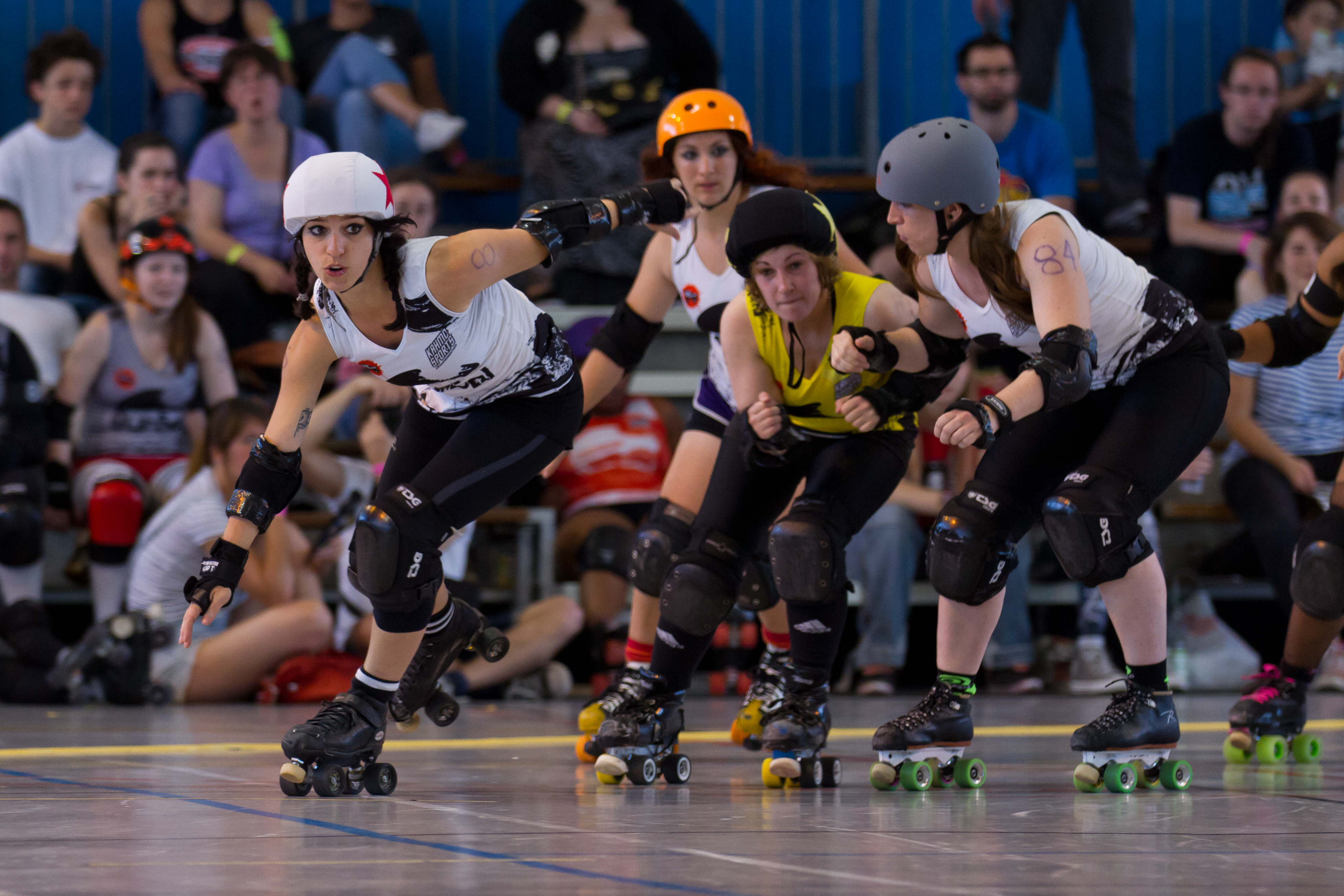
La jammeuse des blancs sort du pack lors d'une rencontre à Toulouse

Aucun document n'existant de la période des débuts du roller derby, les règles ont été réinventées d'après des souvenirs et des documents télévisuels. Les règles présentées dans cet article sont celles éditées par la Women's Flat Track Derby Association (l'association féminine du roller derby sur pistes plates) dont le règlement est utilisé par la majorité des ligues au monde. Cependant, certains groupes ont fait sécession ; il existe le roller derby version Renegade Rollergirls sans arbitres et sans pénalités ou encore une version Old School Derby Association mixte et plus orienté vers l'offensif. En 2015, des règles sont également éditées par la Men's Roller Derby Association mais sans différence avec les règles de la WFTDA[réf. nécessaire].

### En résumé
Une partie de roller derby dure 60 minutes avec deux équipes de quinze joueuses ou joueurs s'affrontant au cours de jams de deux minutes. Cinq joueuses ou joueurs de chaque équipe sont présentes ou présents en même temps sur le terrain (appelé track), chaque équipe désignant une jammeuse ou un jammeur, unique personne pouvant inscrire des points, et quatre bloqueuse ou bloqueurs (blockers) dont une ou un pouvant être un pivot. La jammeuse ou le jammeur possède un couvre-casque avec deux étoiles dessus, alors que le pivot porte un couvre-casque avec une bande.
Un match est décomposé en deux périodes de 30 minutes avec une pause de 15 minutes entre les deux périodes. Le jeu s'articule autour de jams, périodes de deux minutes pendant lesquelles les deux équipes tentent de marquer des points. Les points sont inscrits par les jammeuses ou jammeurs, qui se déplacent dans le sens inverse des aiguilles d'une montre (sens du jeu). Ils essayent de passer le pack autant de fois que possible. Après avoir passé le pack une première fois, les jammeuses ou jammeurs pourront marquer un point à chaque fois qu'elles ou ils passeront en toute légalité une bloqueuse ou un bloqueur adverse. Plusieurs arbitres sont nécessaires autour de la piste afin de signaler les pénalités aux joueuses ou joueurs, compter les points, chronométrer les différents temps de jeu… Une partie de roller derby nécessite au moins trois arbitres à patins plus quatre officiels sans patins.

### La piste

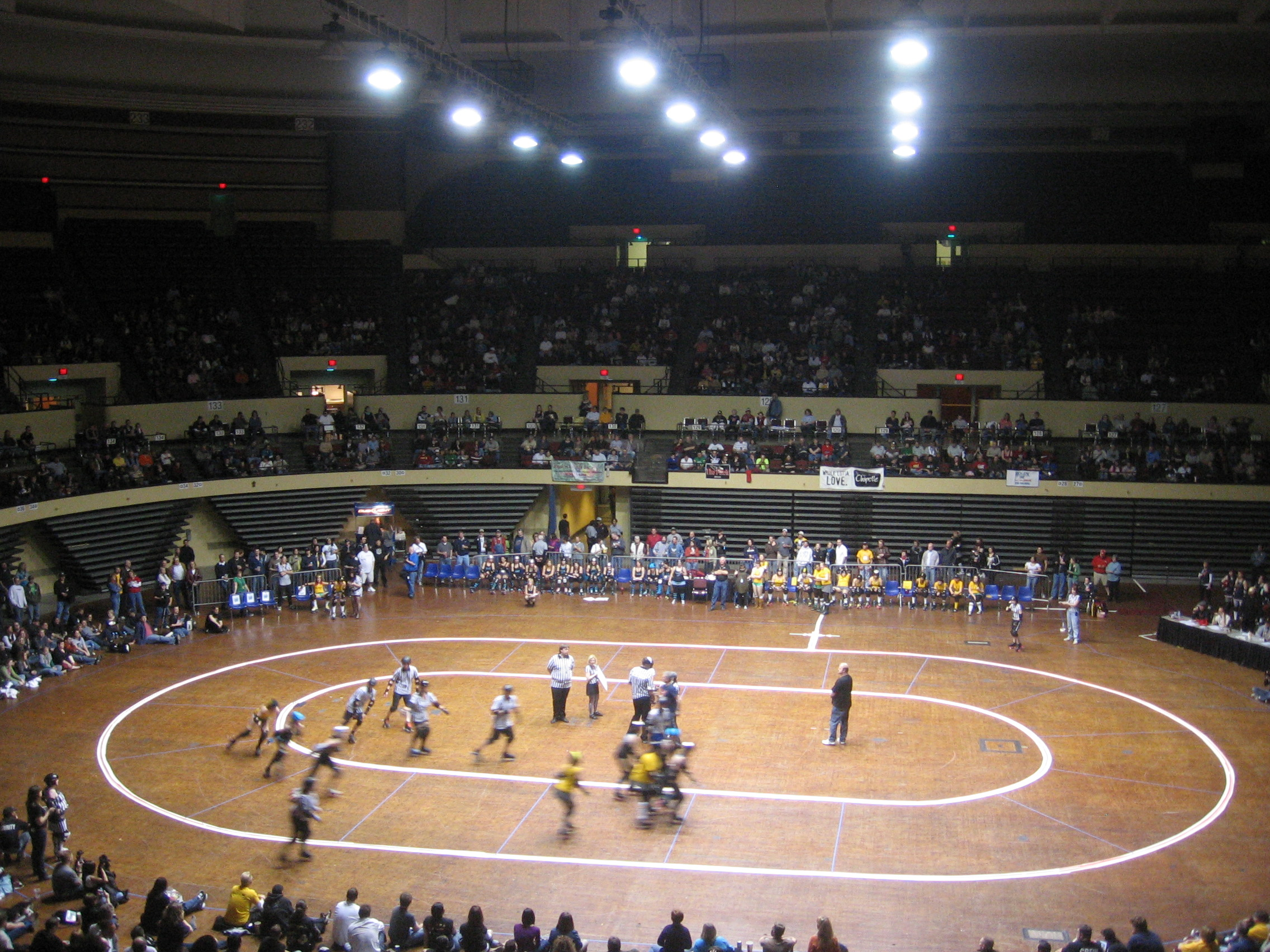
La piste de roller derby vue de côté

Même si les règles présentent les équivalences en Système international d'unités, l'ensemble des dimensions officielles sont données en unité anglo-saxonne. 
L'emprise au sol d'une piste de roller derby (ou track) mesure 75 pieds de large par 108 pieds soit 22,86 m par 32,92 m. Dans cette surface est comprise une zone de 3,05 m (10 pieds) servant de dégagement de sécurité pour les sorties de piste, les chutes et la circulation des arbitres. Cette distance peut être réduite à 5 pieds si une barrière peut être mise en place. 
La piste dans laquelle se déroule le jeu est de forme oblongue avec deux zones arrondies de diamètre intérieur de 3,81 m (12 pieds 6 pouces) et de diamètre extérieur 8,08 m (26 pieds 6 pouces). Les centres des demi-cercles sont décalés d'un pied (0,305 m) afin d'avoir une différence de dimension entre l'entrée et la sortie de l'arrondi : l'entrée fait 3,96 m de large (13 pieds)  contre 4,57 m pour la sortie (15 pieds). Cette légère asymétrie facilite le patinage à haute vitesse dans les limites de la piste. Les centres des deux virages sont implantés de part et d'autre du centre de la piste à une distance de 5,33 m (17 pieds et 6 pouces).
La surface de la piste de jeu doit être adaptée à la pratique du patinage et l'ensemble des lignes sont matérialisées avec une couleur contrastant avec la couleur du sol. Une bordure épaisse (typiquement une corde maintenue par du ruban adhésif) est placée sur les limites de la piste, ceci afin de permettre aux joueuses ou joueurs de se situer et de sentir la limite en roulant dessus.
De nombreuses lignes sont présentes sur le sol de la piste afin de délimiter les zones de jeu : sur une des parties droites, un premier trait entre les deux lignes de bord indique la ligne des pivots ; une autre ligne est située à 9,15 m (30 pieds) de cette première ligne afin de situer la ligne des jammeuses ou jammeurs. Tout autour de la piste, des lignes ne prenant pas toute la largeur de la piste sont implantées tous les 3,05 m (10 pieds) afin de faciliter la mesure de 10 pieds, mesure importante dans une partie de derby.

La piste
Zones réservées aux arbitres
- Lignes extérieures et intérieures de la piste
- Lignes des pivots et des jammeurs(ses)
- Lignes séparées de 10 pieds
- Limites extérieures de la zone des arbitres
- Lignes de cotes

### Composition des équipes
15 joueuses ou joueurs sont inscrits dans chaque équipe pour une partie ; chaque joueuse ou joueur peut occuper le poste de bloqueuse ou bloqueur, de pivot ou de jammeuse ou jammeur au cours d'une jam. Une joueuse ou un joueur peut changer de poste d'une jam à l'autre, alors qu'en cours de jam, seuls la jammeuse ou le jammeur et le pivot peuvent échanger leur poste. En début de jam, chaque équipe doit aligner au maximum une jammeuse ou un jammeur et quatre bloqueuses ou bloqueurs, dont une ou un pouvant être bloqueuse/bloqueur-pivot.
Toutes les joueuses, respectivement tous les joueurs d'une équipe doivent porter un uniforme propre à l'équipe, uniforme sur lequel le numéro doit être indiqué de manière claire et visible à la fois dans le dos et sur les bras afin d'être visible par l'ensemble du corps arbitral. Les joueuses et joueurs doivent porter des quads (patins à quatre roues) ainsi que des protections avec au minimum : protège-poignets, protège-coudes, protège-genoux, protège-dents et casque.
| Poste          | Couvre-casque                                                                                                 | Responsabilités |
| -------------- | --- | --- |
| Jammeur/-euse  | Uni avec une étoile de chaque côté                                                                            | Inscrire des points en dépassant des bloqueuses ou bloqueuses adverses. |
| Bloqueur/-euse | Aucun | Empêcher la jammeuse ou le jammeur adverse de passer le pack et aider la jammeuse ou le jammeur de son équipe à passer ce même pack. Elles ou ils ont également la responsabilité de maintenir un pack conforme aux règles. |
| Pivot          | Uni avec une bande d'une autre couleur au centre, bande de 2 pouces (5 cm) de large de l'avant vers l'arrière | Bloqueuse ou bloqueur qui peut devenir jammeuse ou jammeur en récupérant le couvre-casque à étoile. |

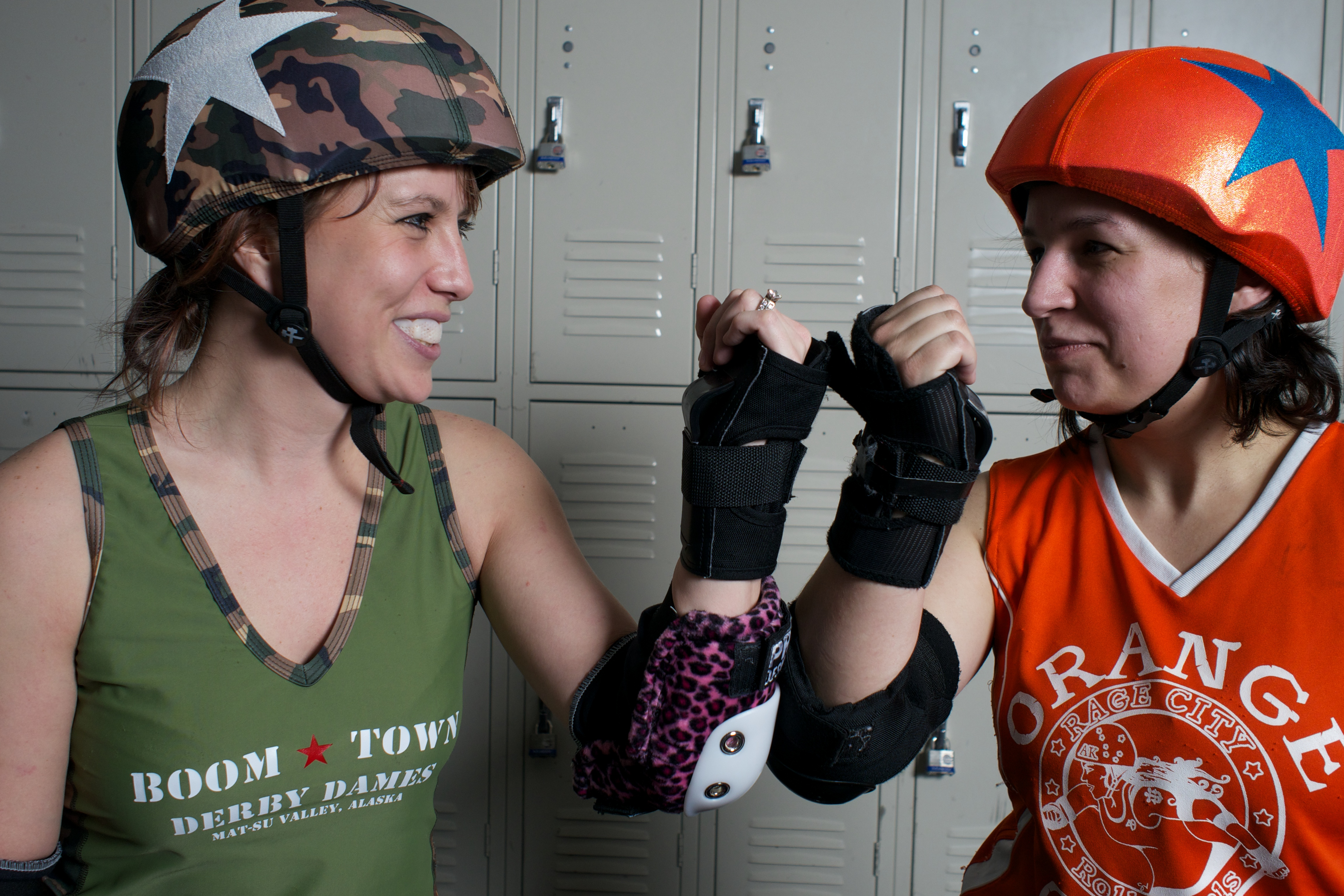
Deux jammeuses avec le couvre-casque étoilé
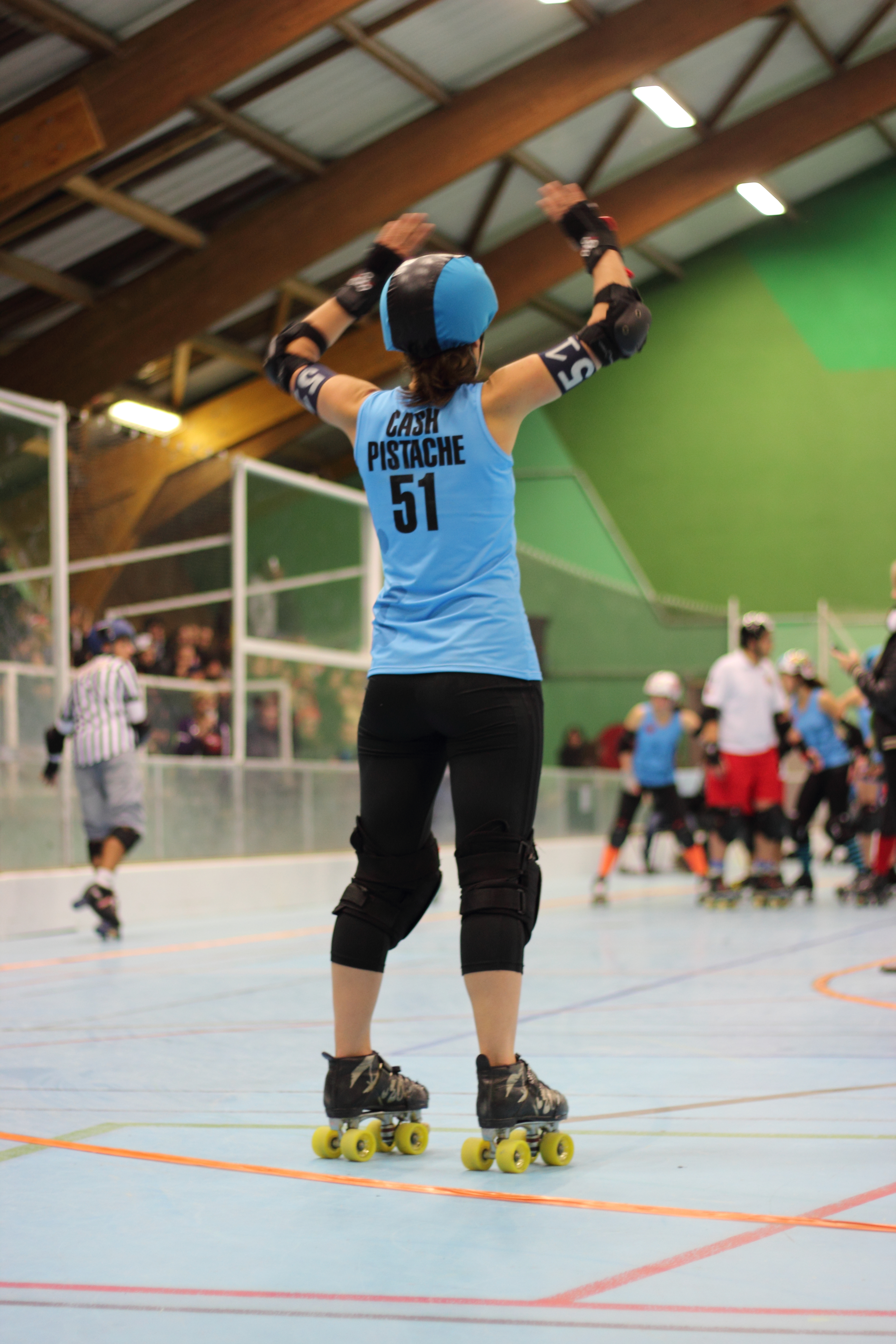
Un pivot de dos avec le couvre-casque muni d'une bande noire
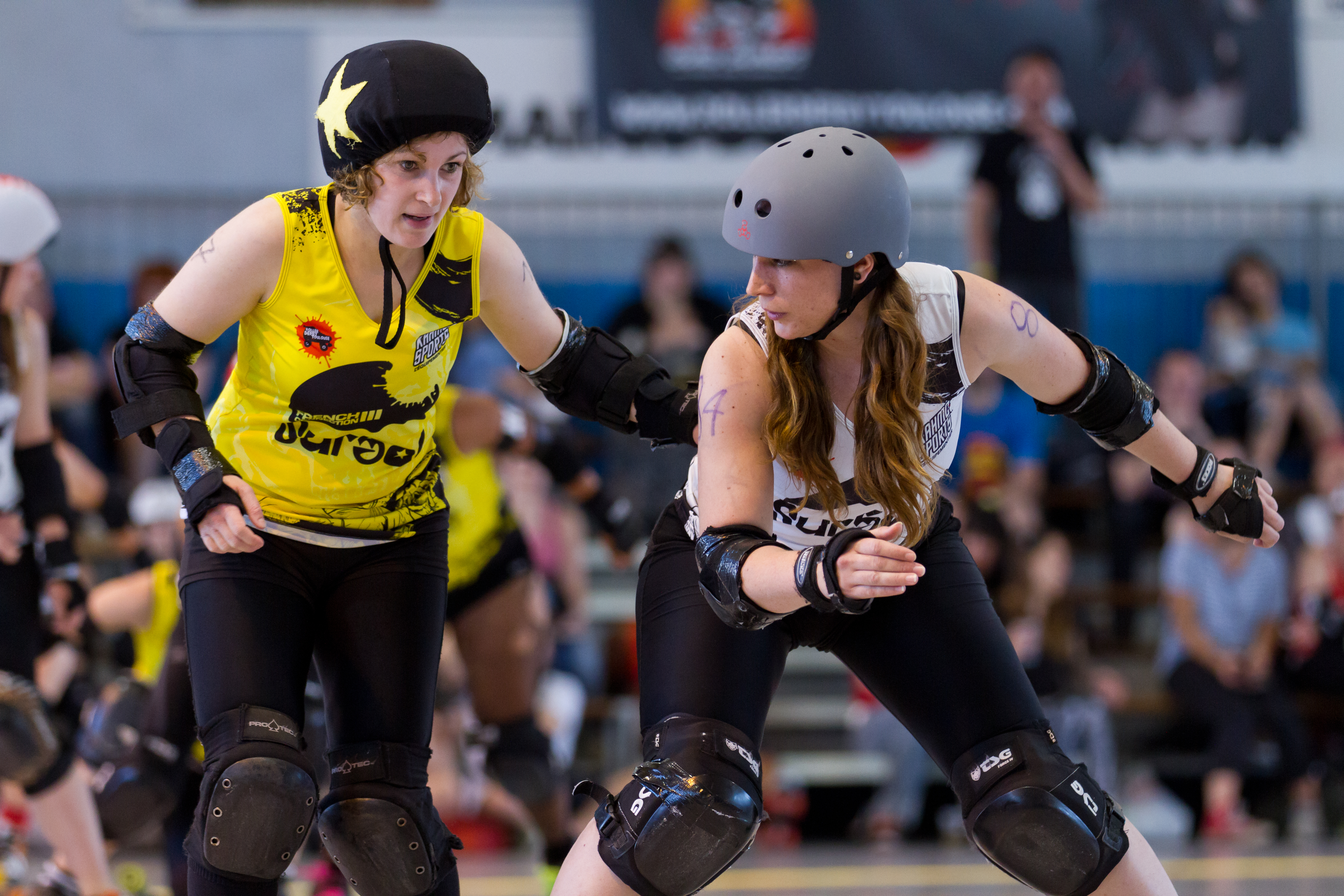
Une jammeuse et une bloqueuse
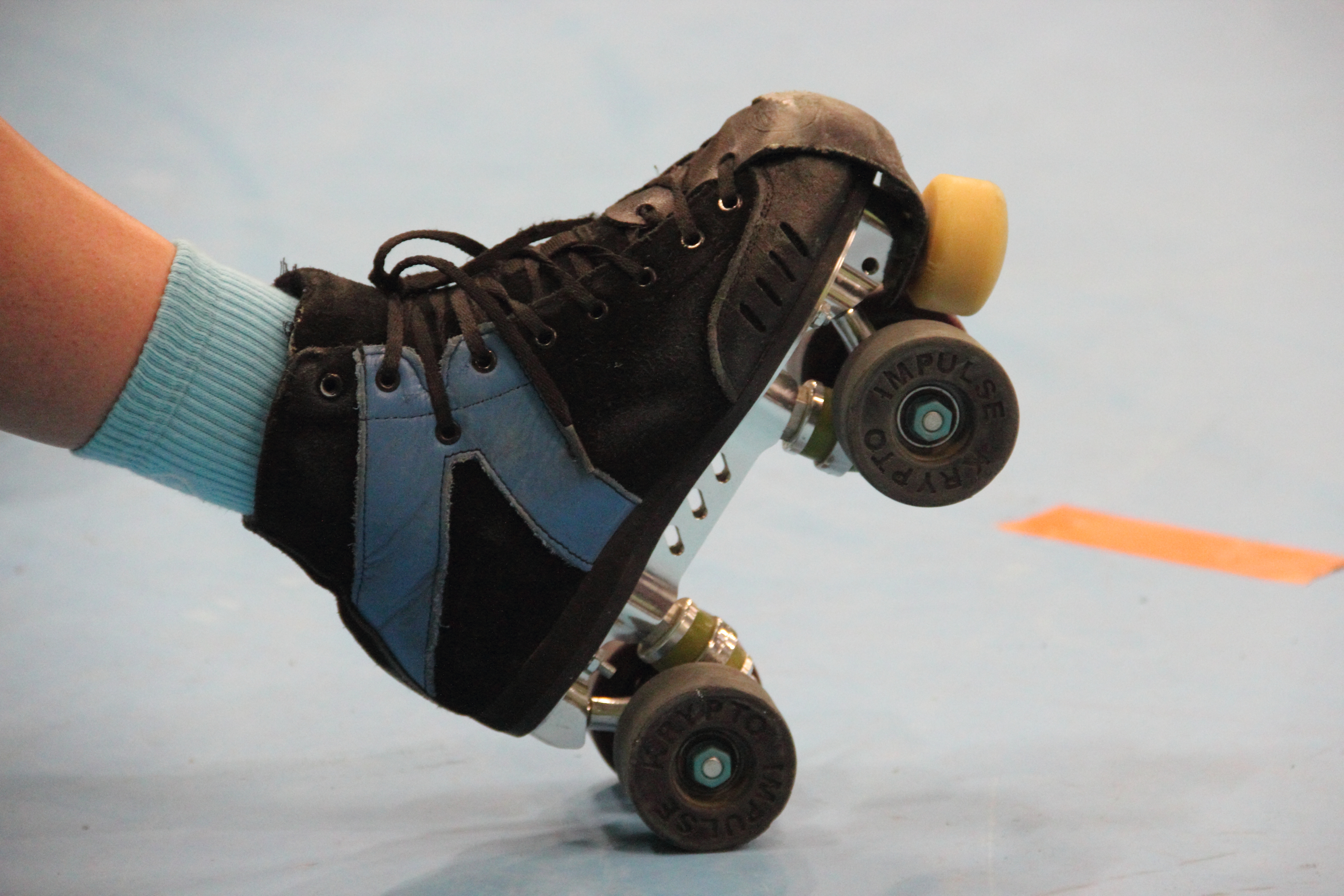
Patins de roller derby

### Les jams

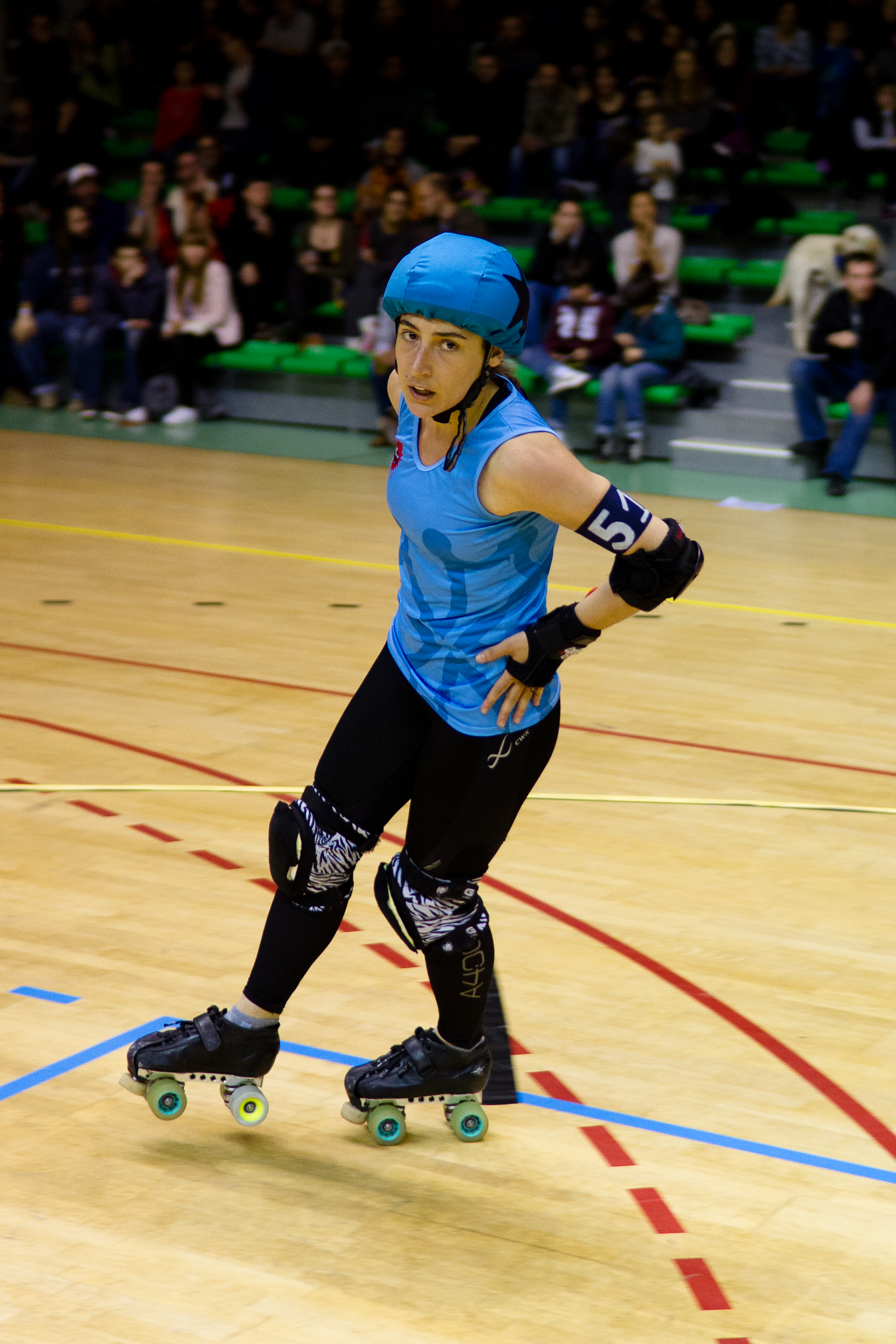
La jammeuse des Nothing Toulouse demande la fin d'un jam

Une partie de roller derby se déroule sur deux mi-temps de 30 minutes elles-mêmes décomposées en périodes de 2 minutes de jeu maximum. Ces périodes de 2 minutes s'appellent des jams. Il n'y a aucune limite au nombre de jams au cours d'un match, les périodes de jeu se succédant avec 30 secondes de pause entre deux jams. Si un jam se termine à moins de 30 secondes de la fin du temps d'une période, il n'y a pas de nouveau jam ; dans le cas contraire, un nouveau jam démarre et pourra durer jusqu'à deux minutes de jeu. Au début d'un jam, les bloqueurs des deux équipes doivent se répartir entre les lignes des pivots et des jammeurs. Ces dernières sont situées de l'autre côté de leur ligne, donc derrière les bloqueurs. Une bloqueuse ayant le couvre-casque de pivot a le droit de se mettre devant les hanches des autres bloqueurs non-pivot sur la ligne des pivots.
Le jam débute par un coup de sifflet bref donné par une des arbitres, le Jam Timer et l'ensemble des joueurs doivent commencer à jouer. Le roller derby s'articule autour de la notion d'un pack : il s'agit du regroupement du plus grand nombre de bloqueuses à proximité ; les jammeurs sont exclues du décompte mais les pivots sont pris en compte. Un joueur fait partie du pack s'il se situe à moins de 10 pieds (3,05 m) de celui-ci et se tient debout sur ses patins. Si aucun pack ne peut être défini en raison d'un même nombre de bloqueurs mais espacés de plus de 10 pieds, un arbitre prévient l'ensemble des joueurs qu'il n'y a pas de pack défini, no pack. Les joueurs doivent alors immédiatement reformer le pack en se rapprochant les uns des autres sous peine d'être pénalisés. Un bloqueur peut engager une action contre un joueur adverse s'il se trouve à au plus 20 pieds (6,1 m) devant ou derrière le pack. Un bloqueur à terre ou séparé du pack de plus de 20 pieds est déclaré hors jeu et doit revenir dans le jeu avant d'entamer ou continuer une action de jeu sous peine d'être pénalisé.

### Inscrire des points

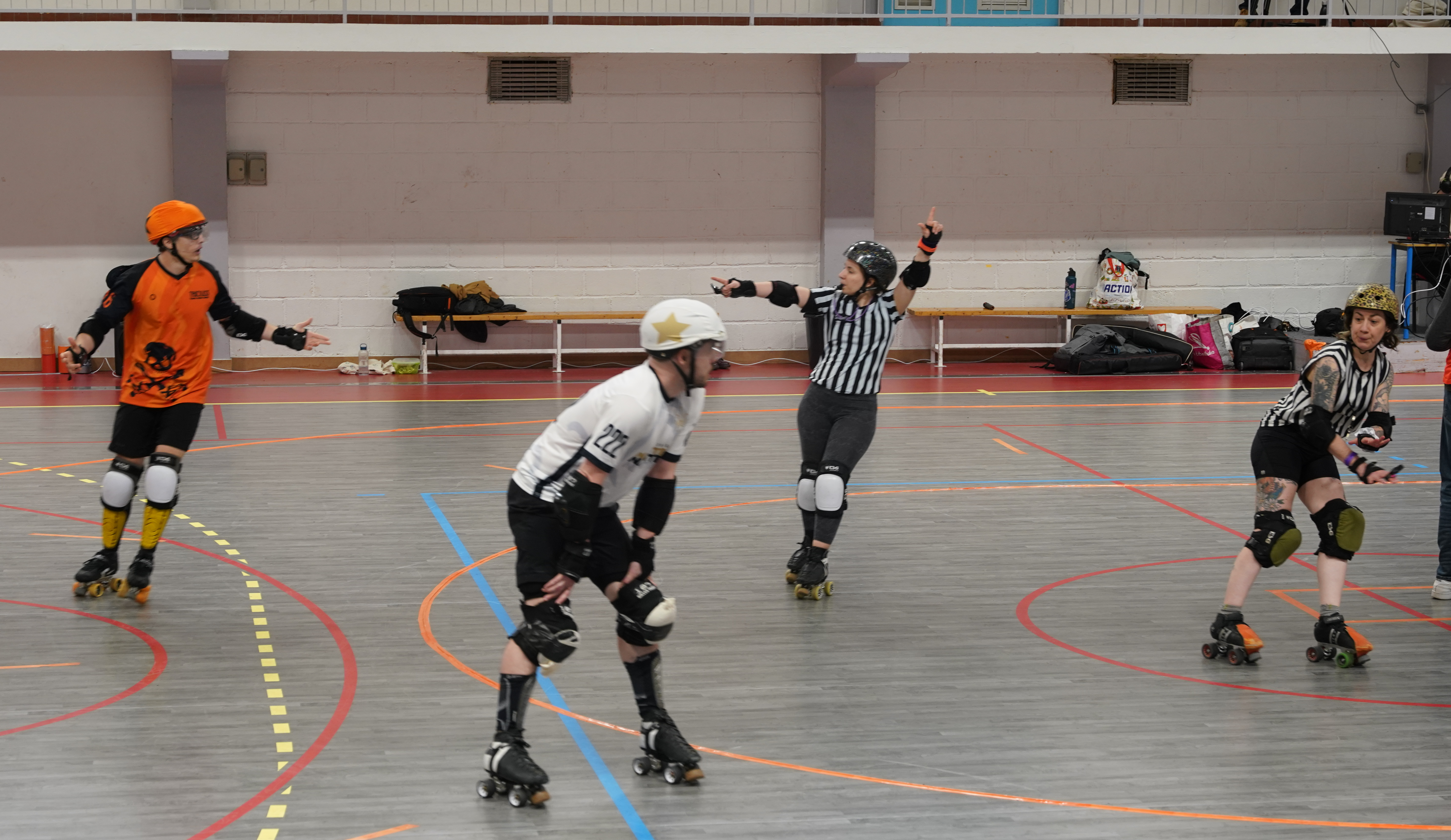
Deux jammers le premier vient d'effectuer son initial pass, le deuxième à obtenu le lead et s'apprête à caller.

Le premier jammeur qui réussit à dépasser le bloqueur le plus en avant situé dans la zone d'engagement et en ayant déjà dépassé les autres bloqueurs de manière légale devient lead jammer pour le reste du jam. Il a alors le privilège de pouvoir arrêter le jam à tout moment avant que les deux minutes ne soient écoulées. Il le fait en plaçant ses mains sur ses hanches de façon répétée, c'est ce que l'on appelle le call. Cependant, si un jammeur reçoit une pénalité, il ne pourra demander l'arrêt du jam. À tout moment du jam, un jammeur en jeu peut transmettre son couvre-casque à son pivot ; si le jammeur en question était en position de lead jammer, le nouveau jammeur ne l'est pas pour autant, la position de jammeur leader n'est pas transmise et est perdue pour le reste du jam.
Pour pouvoir inscrire des points, un jammeur doit avoir réalisé son initial pass, c'est-à-dire avoir dépassé le bloqueur la plus en avant situé dans la zone d'engagement. Il inscrit alors un point pour son équipe pour chaque bloqueur adverse qu'il parvient à passer légalement après cet initial pass. Si un bloqueur est en dehors du jeu au moment où le jammeur adverse passe, ce dernier récolte automatiquement un point. Chaque passage de jammeur à travers le pack lui permet de récolter un maximum de 4 points pour son équipe.

### Les blocages
Pour entraver le jammeur de l'équipe adverse, les joueurs peuvent le bloquer à l'aide des parties du corps au-dessus de la mi-cuisse, à l'exclusion des avant-bras, des mains et de la tête. Les coudes ne peuvent pas être utilisés dans le blocage, ne peuvent pas être balancés à l'attention d'autres joueurs ou utilisés pour accrocher un adversaire ou un bras d'un coéquipier. Les zones sur lesquelles un blocage peut être effectué sont les mêmes sauf le dos. Un mouvement visant à gêner un jammeur autour de la piste est considéré comme étant un blocage même s'il n'y a pas de contact entre les deux joueurs. Les blocages ne peuvent être réalisés que par un joueur en jeu au sens du roller derby ; dès qu'un bloqueur sort de la zone d'engagement, un officiel le lui signifie et le bloqueur doit immédiatement arrêter son action sous peine de recevoir une pénalité. Un joueur qui est sorti de la piste par un adversaire doit retourner dans une position à l'intérieur des limites sans améliorer sa position relative par rapport aux autres patineurs sous peine de recevoir une pénalité.

### Les pénalités
Au cours d'un jam, n'importe quel joueur peut recevoir une pénalité qui sera à la fois individuelle et collective : le joueur doit servir une pénalité de 30 secondes en penalty box mais il conserve également le poste qu'il avait avant de recevoir la pénalité. Un joueur pénalisé doit sortir immédiatement de la piste afin de rejoindre la penalty box en longeant la piste. Chaque pénalité ne démarre que quand le joueur s'assoit sur une chaise dans la penalty box et est chronométré. La penalty box peut accueillir au maximum deux bloqueurs assis, un bloqueur debout et un jammeur de chaque équipe. Si le jam se termine alors que la pénalité n'est pas encore terminée, le joueur restera pénalisé au début du jam suivant.
Un joueur qui est lead jammer mais qui est envoyé en pénalité perd l'avantage de pouvoir arrêter le jam ; quand il revient en jeu, il peut continuer à inscrire des points mais ne peut pas arrêter le jam. Si les deux jammeurs sont pénalisés en même temps, ils purgeront tou(te)s les deux le même temps en pénalité, à savoir le temps passé par le premier jammeur assise sans le second. Si les deux s'assoient en même temps, ils sont immédiatement libérés. Si un joueur reçoit 7 pénalités au cours d'un match, il est exclu de la rencontre.
Il existe plusieurs types de pénalités avec un signe verbal d'arbitrage propre : blocage sur une zone illégale, blocage avec une zone illégale, blocage en dehors des règles et des pénalités pour des actions illégales mais sans contact comme un patinage hors des limites, un retard de jeu ou encore action de couper la piste. Ce dernier point correspond à un joueur retournant en jeu devant la personne qui l'a fait quitter la piste. Les joueurs peuvent également être pénalisés en cas d'attitude anti-sportive.

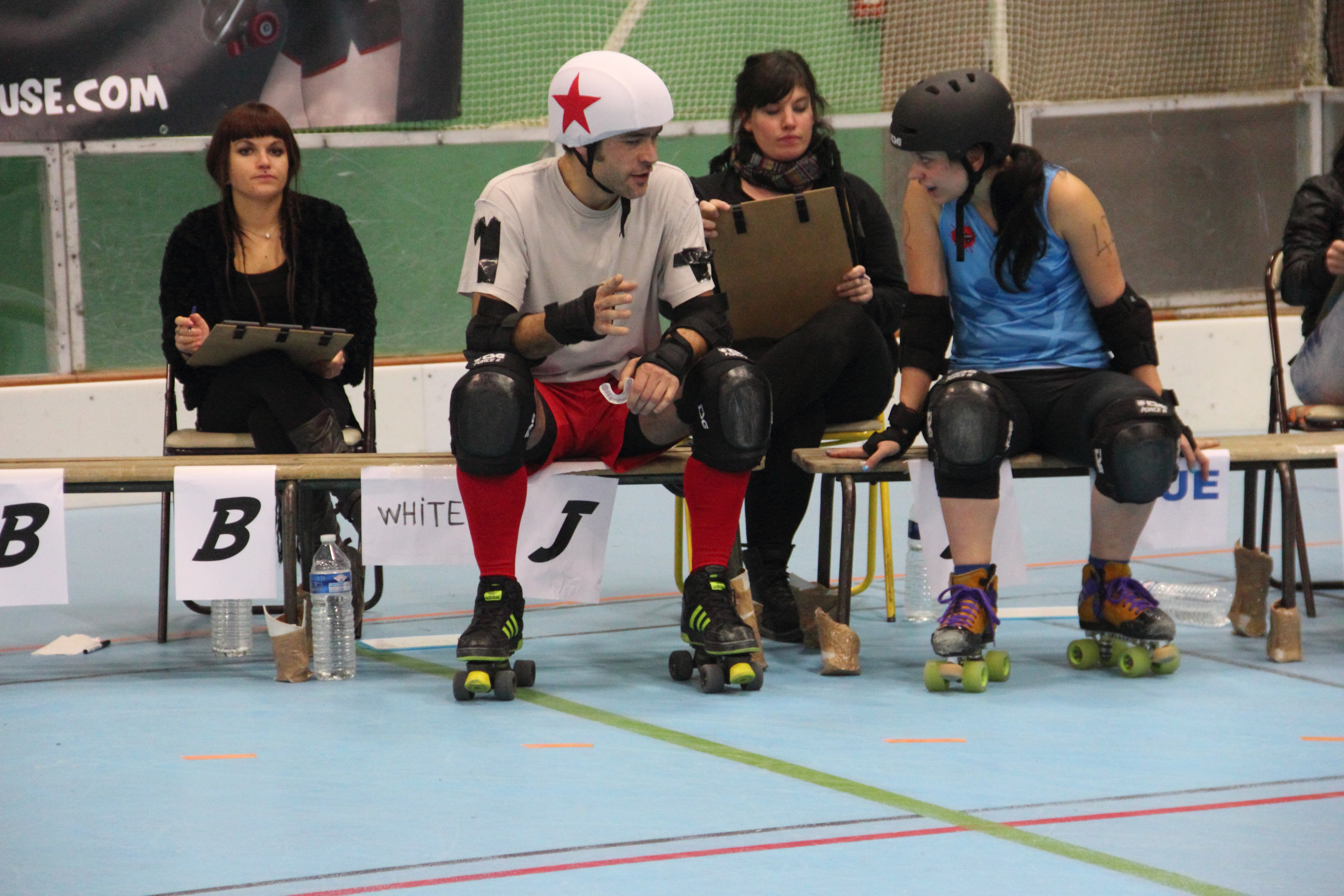
Un joueur et une joueuse de roller derby discutant sur le banc des pénalités
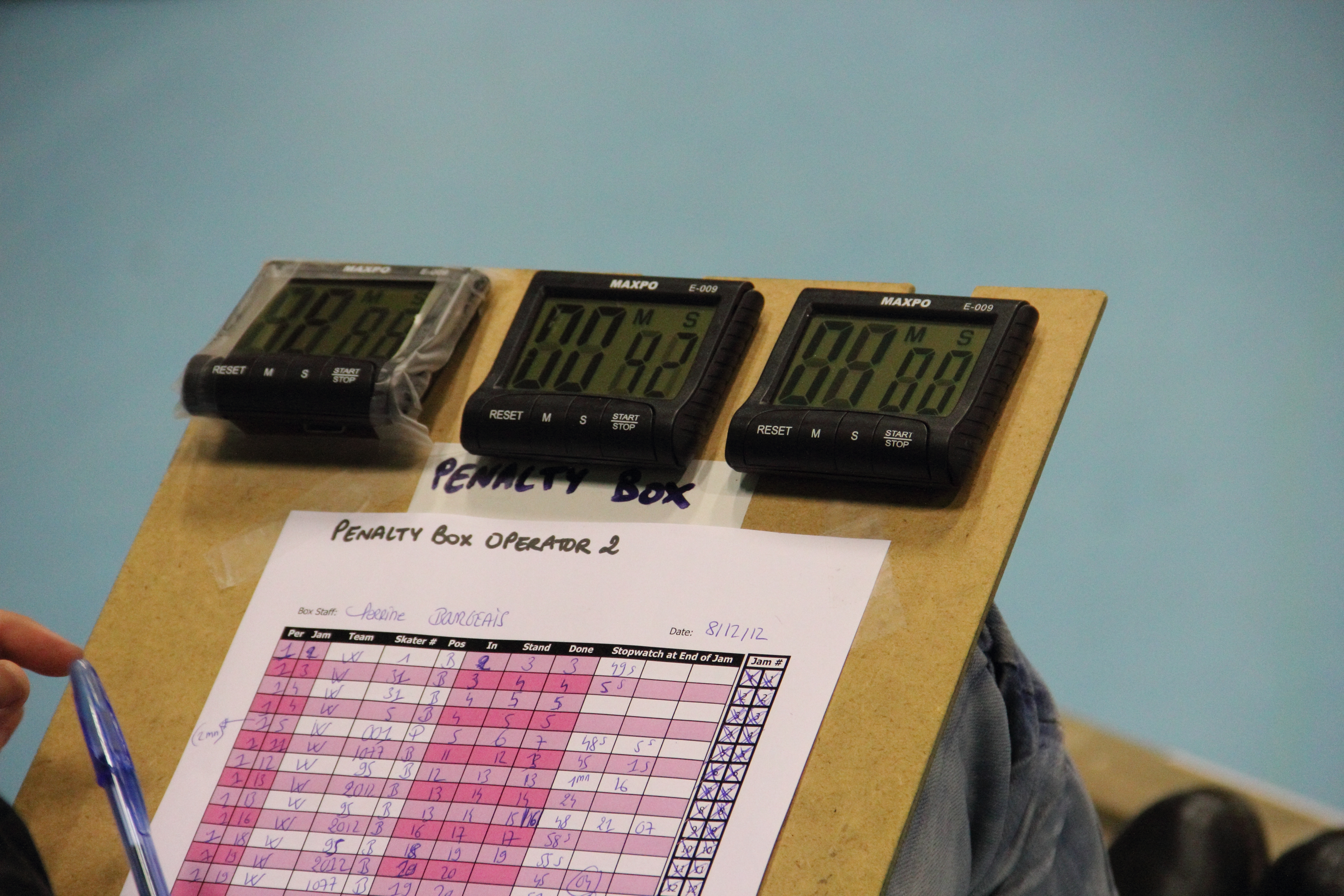
Feuilles de matchs servant à noter les pénalités

### Les officiels

L'arbitre au casque rouge indique la position du pack alors que l'autre arbitre suit la jammeuse.

Une partie de roller derby nécessite entre trois et sept arbitres sur patins. Quatre d'entre eux pourront patiner à l'intérieur de la piste, les autres devant être à l'extérieur de celui-ci. En plus de ces arbitres sur patins, un match nécessite un certain nombre d'officiels sans patins, des Non-skating officials (NSO).
| Nom en anglais                 | Nombre    | Responsabilités |
| ------------------------------ | --------- | --- |
| Head Referee (Arbitre en chef) | 1         | Il est le responsable de la supervision entière des jams et du jeu. Il représente l'autorité ultime et est le seul officiel à avoir le droit d'expulser quelqu'un de la rencontre.                                                                                                  |
| Jammer Referees                | 2         | Ils patinent à l'intérieur de la piste, chacun d'entre eux observe un jammeur afin de déterminer les points qu'il récolte. Chaque Jammer Referee porte un identifiant à la couleur de l'équipe de le jammeur qu'il surveille. Les Jammer Referees échangent d'équipe à la mi-temps. |
| Pack Referee                   | Jusqu'à 5 | Ils sont situés à l'intérieur (pas plus de 2) ou à l'extérieur de la piste. Ils sont là pour observer le pack et aider l'arbitre principal pour donner les pénalités ainsi que les limites du pack.                                                                                 |

| Nom en anglais         | Nombre | Responsabilités |
| ---------------------- | ------ | --- |
| Scorekeepers           | 2      | Ils enregistrent les points enregistrés par les jammeurs et les transmettent au Scoreboard Operator.                                             |
| Penalty Lineup Tracker | Mini 1 | Il enregistre les pénalités et les alignements des joueurs.                                                                                      |
| Penalty Timers         | Mini 2 | Ils chronomètrent le temps des pénalités pour chaque équipe et s'assurent que les joueurs passent le temps prévu en pénalité.                    |
| Jam Timer              | 1      | Il est le responsable de lancer le début des jams, arrêter les jams qui vont au bout de leur durée et également des 30 secondes entre deux jams. |
| Scoreboard Operator    | 1      | Il tient les comptes des points du match à jour ainsi que le temps passé                                                                         |

## Histoire

### Les premières courses d'endurance
Dans les années 1880, la pratique du patin à roulettes devient de plus en plus populaire aux États-Unis et les premières courses d'endurances sont organisées. Ainsi, en 1884 lors d'une course à Geneseo dans l'Illinois, Victor W. Clough patine plus 160 km sur une durée de près de 10 h. L'année suivante, en mars, une compétition sur six jours a lieu dans le Madison Square Garden avec 36 patineurs participant pour la somme de 500 $. La course se conclut mal pour deux participants : William Donovan, le vainqueur, et Joseph Cohen meurent quelques jours après la course. Même si les conclusions de l'enquête recommandent de ne pas organiser de course sur plus de quatre heures de temps, une seconde course de six jours est programmée pour le mois de mai 1885,.
La pratique du patinage et également des courses d'endurance continuent à passionner les foules au début du XXe siècle. Les manifestations passionnent aussi bien les patineurs amateurs que les professionnels, certains d'entre eux s'organisant pour former des spectacles. En raison de chahuts lors de certains événements, le patinage de vitesse sur patins ne parvient pas à s'imposer comme un sport reconnu. L'International Skating Union of America est formée en 1891 et existe pendant près de 40 ans. Cette association organise les courses et met en place des règles qui interdisent le jeu trop rugueux,.
Les courses d'endurance ont lieu pendant les 30 premières années du XXe siècle sur des pistes plates mais également sur des circuits aux bords relevés. Ainsi une course de plus de 13 km est organisée à Chicago en 1908,, cinq ans plus tard Milwaukee organise une course d'une journée alors que New York accueille une nouvelle course de 24 heures dans Madison Square Garden en 1914.
Le terme derby, qui signifie une course ou une série de course, apparaît dans la presse en 1922 dans le Chicago Tribune. Le journal annonce alors l'organisation de deux courses de roller derby une première fois en avril puis une autre compétition en décembre.

### Les marathons de danse de Seltzer et les premières années
En 1929, la Grande Dépression frappe les États-Unis et le publicitaire Leo Seltzer est le propriétaire de plusieurs théâtres vides dans l'Oregon. Il se rend compte de la popularité des marathons de danse et décide de se lancer dans l'organisation de tels concours dont le premier en 1931 attire plusieurs centaines de danseurs sans emploi qui veulent remporter plus de 2 000 dollars. Au cours des trois années qui suivent, Seltzer organise de nombreux marathons de danse avec Frankie Laine ou encore Red Skelton comme animateur de cérémonie. Les marathons sont également appelés Walkathons, certains couples ne faisant presque que marcher pendant toute la compétition. Il décide de changer de formule en 1935 alors que les Walkathons sont en train de passer de mode.
Dans le même temps, l'engouement pour le roller est de retour aux États-Unis. Seltzer réserve un créneau pour occuper le Chicago Coliseum et, avec son frère Oscar, il met en place une nouvelle compétition sur une piste oblongue aux bords relevés. 25 couples sur patins doivent parcourir 3 000 miles (plus de 4 828 km) à partir du 13 août 1935. Pour rester dans la course, il faut toujours qu'un des deux patineurs soit sur la piste pendant les 11 h 30 de course hebdomadaire. Seltzer fait tout pour aider les participants à tenir le coup même s'ils restent sur place tous les soirs pour dormir sur place. Le dimanche 22 septembre, le couple Clarice Martin et Bernie McKay remporte la première course de roller derby ; ils sont une des 9 équipes à terminer la compétition. Par la suite, Seltzer sillonne les États-Unis avec sa piste démontable qui coûte 20 000 dollars et organise de nouvelles courses en demandant une participation entre 10 et 25 centimes de dollars.
En 1937, Seltzer rencontre le journaliste Damon Runyon et ensemble, ils écrivent de nouvelles versions des règles en ajoutant la possibilité de donner des coups de coudes ou même de se pousser les uns, les autres pour ajouter de la vitesse ; même si Seltzer est dans un premier temps réticent à ces nouvelles règles, les spectateurs adorent. Le jeu devient également une opposition entre deux équipes mixtes de cinq joueurs et le nom de équipes dépend des villes où se déroulent les parties même si les deux équipes sont souvent constituées des mêmes joueurs. En 1939, l'organisation de Seltzer compte quatre paires de deux équipes qui sillonnent les États-Unis ; une équipe représente la ville locale, l'autre est nommée en tant qu'équipe de New York ou de Chicago. Une équipe inscrit alors un point quand elle parvient à prendre un tour d'avance sur l'équipe adverse.
Dès cette époque, les parties de roller derby sont commentées en direct sur les ondes radios de Los Angeles et le sport attire de plus en plus de spectateurs. Ainsi, en 1940, plus 50 villes accueillent des parties de roller derby pour plus de cinq millions de spectateurs. Une lettre d'information est même diffusée à tous les fans du pays, le Roller Derby News qui devient RolleRage par la suite. L'entrée des États-Unis dans la Seconde Guerre mondiale à la fin de l'année 1941 met une pause à l'ascension du roller derby alors que de nombreux patineurs rejoignent le conflit.

### Après la Seconde Guerre mondiale, la télévision

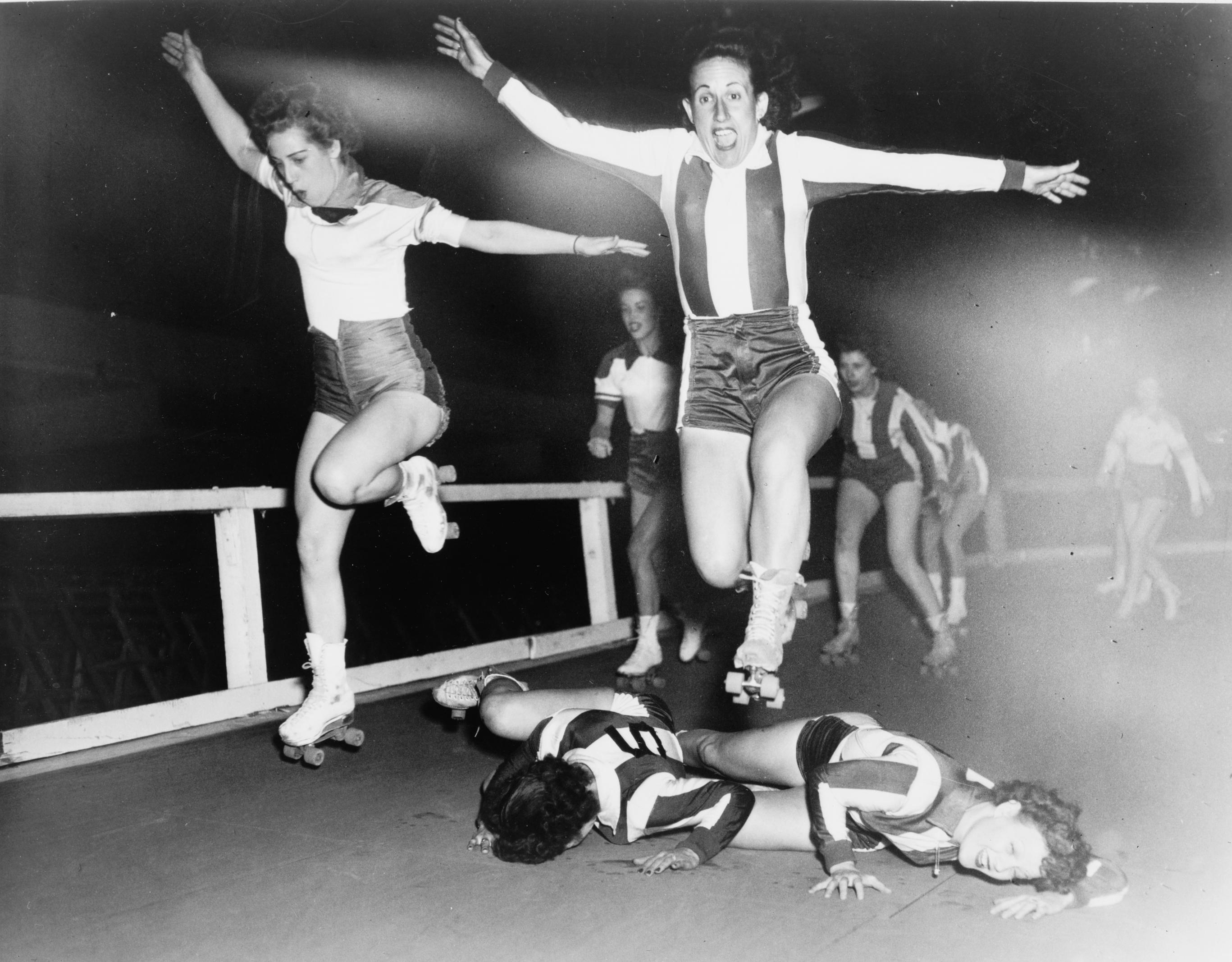
Une équipe de joueuses originale de roller derby en 1950.

À la fin de la guerre en 1945, Seltzer parvient avec succès à remettre son sport au goût du jour même si, en raison de douze jours de pluie, il doit annuler en 1946 une course prévue dans le Polo Grounds de New York,. Dans le même temps, entre 1946 et 1948, le roller derby est également pratiquée au Canada en tant que compétition interne au sein de l'Université de la Colombie-Britannique.
Le 29 novembre 1948, la première rencontre de roller derby, entre New York et Brooklyn, est diffusée à la télévision sur CBS. Pendant 13 semaines, des matchs sont diffusés quatre soirs de la semaine. Même si à l'époque, peu d'Américains possèdent de télévision dans leur maison, tout le monde peut suivre les rencontres dans les bars ou dans les vitrines des magasins. Les premiers matchs attirent une foule de 400 personnes que Seltzer décide de placer tous du même côté de la salle, en face des caméras. Les téléspectateurs ont ainsi l'impression que la salle est pleine et pour les matchs suivants, les spectateurs doivent faire la queue pour entrer dans la salle. Un an plus tard, en juin 1949, Seltzer parvient à signer un accord avec la direction du Madison Square Garden pour l'organisation d'un événement sur cinq jours, événement qui attire une foule totale de 55 000 personnes. À cette époque, le joueur de roller derby peut gagner entre 200 et 260 $ par semaine.
Seltzer décide de franchir une nouvelle étape en 1949 et il forme la ligue nationale de roller derby, National Roller Derby League (NRDL). Six équipes sont alors créées pour faire partie de cette ligue : les New York Chiefs, les Brooklyn Red Devils, les Jersey Jolters, les Philadelphia Panthers, les Washington-Baltimore Jets et les Chicago Westerners. Le contrat avec NBC prend fin cette même année mais Seltzer trouve un nouvel accord avec ABC et désormais les rencontres sont diffusées dans tous les États du pays,. Entre 1949 et 1951, la NRDL récolte près de 2,5 millions de dollars en grande partie grâce à deux événements sur cinq jours au Madison Square Garden attirant 77 000 et 82 000 spectateurs. Les Jolters sont vendus à une organisation indépendante de Seltzer alors que les salaires sont revus à la hausse grâce à un syndicat officieux ; les joueurs peuvent ainsi gagner 250 dollars par semaine plus de 35 et 60 $ de bonus pour les capitaines et les entraîneurs. Les joueurs souhaitent ajouter du spectacle en mettant en places des scénarios et des histoires préparées à l'avance mais Seltzer, pensant que le public ne suivra pas, s'y oppose et tente d'amener une nouvelle légitimité à son sport. Il met ainsi en place un programme pour encourager le développement du roller derby pour les enfants et également pour ajouter de nouvelles équipes dans le pays.
Le contrat liant le roller derby à ABC prend fin en 1951 et Seltzer tente de négocier un nouvel arrangement avec General Motors pour diffuser les rencontres sur NBC mais l'accord tombe à l'eau car, selon Seltzer, General Motors se désintéresse du sport sous la pression de la NCAA. Quelques chaînes locales continuent à diffuser les matchs mais la perte d'un diffuseur national entraîne de nombreuses pertes pour le sport : diminution du nombre de fans, le Madison Square Garden ne veut plus accueillir de rencontres, les clubs de supporters disparaissent les uns après les autres alors que Seltzer se concentre sur son travail d'agent immobilier. En juillet 1953, Leo Seltzer déménage le roller derby de New York à Los Angeles et il crée les L.A. Braves pour jouer dans le Rose Bowl. Cette même année, ils deviennent la première équipe à réaliser une tournée en Europe en jouant à Paris, Madrid, Barcelone et Londres,.

### Le déclin
Cinq ans plus tard, Leo Seltzer décide de se retirer au profit de son fils, Jerry, et ce dernier arrive à un accord avec une chaîne de télévision locale d'Oakland, KTVU, afin de diffuser les rencontres sur kinéscope. Quelque temps plus tard, KTVU commence à enregistrer les matchs pour les diffuser en différé. Accédant à la demande de plus de 300 lettres de l'Oregon ayant vu un match à la télévision locale, Jerry Seltzer accepte de d'organiser une rencontre à Portland devant près de 9 000 spectateurs. Seltzer se rend alors compte des avantages d'une rencontre diffusée sur les chaînes locales et en 1961 plus de 40 chaînes diffusent des rencontres. Même si cette présence à la télévision permet au roller derby de retrouver la santé, Seltzer décide de ne s'en servir que comme support pour faire de la publicité sans être entièrement lié aux revenus de la télévision. Les années 1960 sont également marquées par un partage des profits et la mise en place de contrats à l'année pour les joueurs qui peuvent alors commencer à vivre de leur sport.
La NRDL subit de la concurrence avec l'apparition de l'American Skating Derby à New York sous l'impulsion de Joe Morehouse et Mike O'Hara. Les deux nouvelles équipes de l'ASD sont constituées d'anciens joueurs de roller derby et doivent jouer en avril 1961 mais est remplacé en fin d'année par la Eastern Skating Derby.
En 1973, en raison d'un choc pétrolier, la plupart des équipes ne peuvent plus se permettre de voyager à travers tout le pays pour honorer leurs matchs et Jerry Seltzer décide de mettre fin à l'aventure de sa ligue. Les droits sont vendus à une organisation basée à Los Angeles, Roller Games, qui survit deux ans de plus : les résultats étant décidés avant la fin des matchs, le sport est perçu comme une imposture. En 1977, une nouvelle organisation voit le jour, l'International Roller Skating League, sous l'impulsion de David Lipschultz, un producteur de télévision de San Francisco. Au début, il ne cherche qu'à aider les joueurs à être diffusés à la télévision mais finalement il s'implique plus afin de structurer toute l'organisation. L'IRSL connaît également son lot de difficultés, en particulier le manque de patineuses de qualité. Lipschultz tente malgré tout de faire survivre sa ligue en organisant des courses un peu partout dans le pays mais plusieurs de ses dates sont des échecs.
En 1985, l'IRSL a presque autant de succès que lors des belles années : une nouvelle équipe voit le jour sur la côte Est, l’Eastern Express, un contrat est signé pour jouer des parties dans le Madison Square Garden et un autre avec ESPN afin de diffuser les rencontres en question. Lipschultz a également des projets pour partager les profits avec les patineurs, une partenariat national et même une tournée en Europe. Mais l'aventure prend fin brutalement le 12 décembre 1987 : il est décidé de mettre fin à l'IRSL afin de repartir sur des bonnes bases. La renaissance n'aura finalement pas lieu, ESPN préférant s'engager avec la NFL. À la place, un nouveau spectacle voit le jour à la télévision, RollerGames : une course en patins sur une piste en forme de 8 aux bords relevés et aux nombreux obstacles, ; l'émission ne dure qu'une saison 1989-1990. Dix ans après, une nouvelle tentative est faite avec la production de RollerJam, une course sur piste aux bords relevés mais de forme oblongue. L'émission ne connaîtra pas non plus de succès et est arrêté au bout de deux saisons 1999 et 2000.

### Le renouveau et la version moderne du roller derby

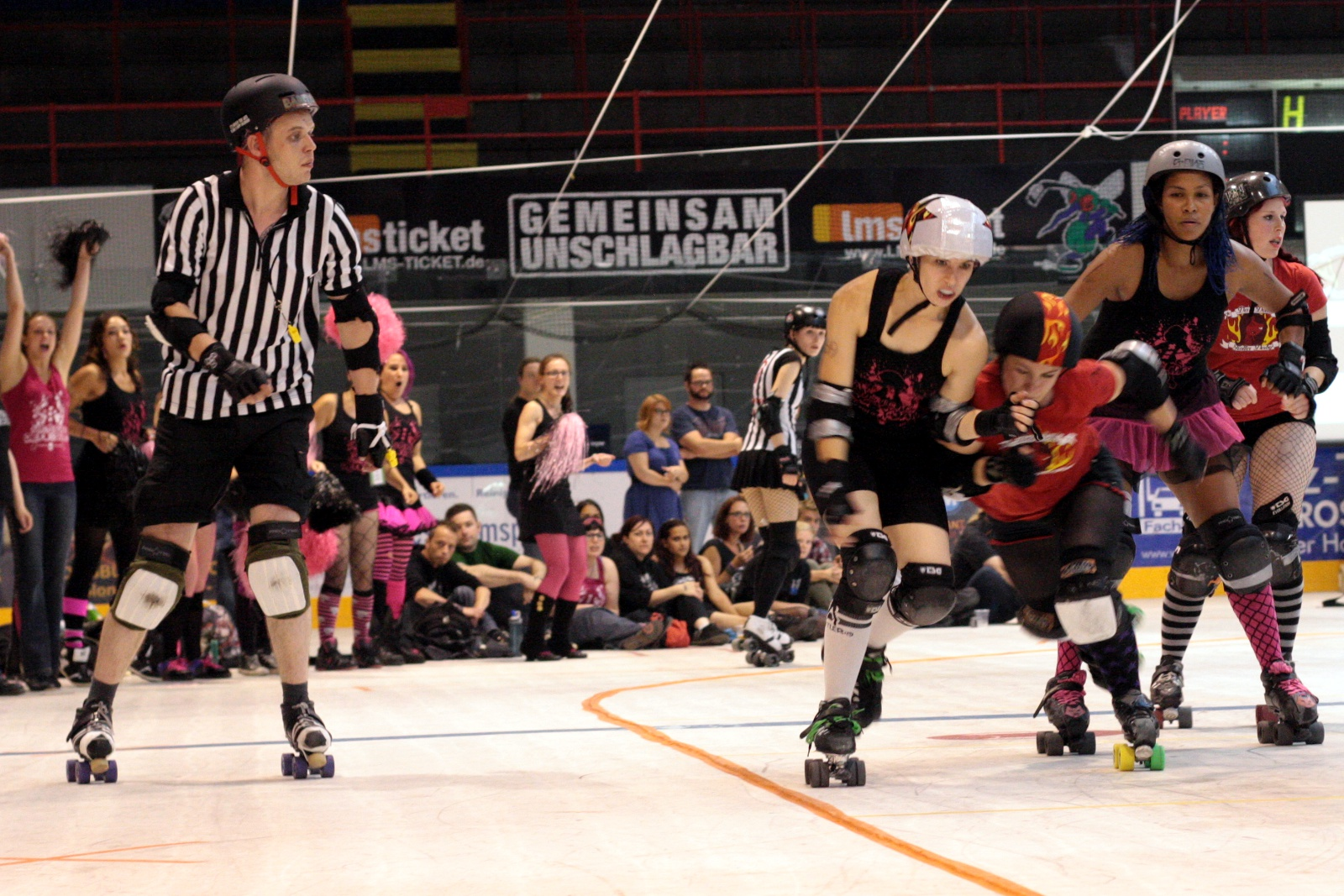
Une équipe néerlandaise dans le jam contre une équipe d'Essen en Allemagne. Les deux pays ont assisté à une explosion de la popularité de ce sport.

En 2000, dans la ville d'Austin au Texas, Daniel Policarpo recrute des femmes pour patiner lors d'un spectacle sur patins qui ressemble à des numéros de cirque inspiré par la culture rockabilly. À la suite d'un différend sur la façon dont un tel spectacle devait être exécuté, Policarpo est forcé de quitter la ville, laissant les femmes qu'il a recruté derrière lui. Ces dernières créent une association Bad Girl Good Woman Productions (BGGWP) abandonnant le côté kitsch habituel du sport pour s'inspirer du modèle du Do it yourself,. Deux mouvances différentes du roller derby se mettent alors en place : une version sur piste inclinée et l'autre sur piste plate. Le premier match de la version récente du sport a lieu en août 2002 et est organisée par BGGWP dans le Playland Skate Center d'Austin entre les Holly rollers  et les Hellcats.
En 2004, le roller derby trouve sa place sur internet et notamment sur les forums informatiques ; ainsi, le forum United Leagues Coalition voit le jour afin de permettre aux équipes d'arranger des matchs entre elles. Un an plus tard, le premier rassemblement de ligues de l'ensemble des États-Unis a lieu avec 20 associations représentées. Elles décident alors de former une association nationale afin de se fixer des buts communs ainsi qu'un règlement unique : la Women's Flat Track Derby Association.

### Le roller derby s'ouvre au monde
Depuis lors, le roller derby a traversé les océans pour l'Europe, l'Amérique du Sud, en Australie et en Asie, avec plusieurs ligues confirmées ou en développement au Royaume-Uni dès 2006, en France en 2009, au Brésil, au Japon, en Corée du Sud, à Singapour, en Finlande, en Allemagne, en Espagne, en Autriche, en Argentine, aux Pays-Bas, en Malaisie, en Indonésie, en Colombie, en Belgique, en Suisse, au Chili, au Portugal, en Irlande, en Scandinavie, et en Italie.
En décembre 2010, la Fédération internationale de roller sports, une filiale du Comité international olympique, reconnait le roller derby comme un sport légitime. L'organe directeur olympique pour les sports à roulettes aux États-Unis, USA Roller Sports (USARS), donne une reconnaissance au roller derby l'année suivante et plusieurs autres instances en Suède, au Canada, au Royaume-Uni et en Australie ont jusqu'ici emboîté le pas avec la reconnaissance officielle.
En 2017, le roller derby fait partie intégrante de la première édition des World Roller Games.

## Junior roller derby

Une équipe junior de roller derby de Boise dans l'Idaho., les Treasure Valley Junior Derby Gems.

Le junior roller derby est une variante du roller derby, légèrement modifiée pour les enfants et les adolescents. Il s'agit d'une version édulcorée du roller derby avec uniquement des blocages de position mais pas de blocages avec contacts. Les équipes sont parfois appelés derby brats.
La première section junior est formée à Tucson, en Arizona, par un groupe de jeunes fans des Tucson Roller Derby en 2006. La première ligue Européenne de joueurs juniors sont le Blackland Teenage Terrors de Charleroi en Belgique et est créée en 2012. La première ligue française à proposer une section junior est celle des Dead Dragibus s de Calais, en juin 2014. Le 1er octobre 2009, la Junior Roller Derby Association (JRDA) est officiellement mise en place pour promouvoir le roller derby chez les juniors comme :
1. Aider le démarrage de nouveaux clubs.
2. Aider au renforcement des clubs existants.
3. Création de règles qui ont permis la participation à tous les niveaux de compétences.
4. Création d'un bilan de compétences qui permet aux entraîneurs de :
  1. planifier le développement des patineuses
  2. préparer les patineuses à des matchs interclubs équitables au cours de leurs premières années de développement
5. Création d'un guide de formation, contenant les exercices les plus connus pour faire progresser les patineuses.
6. Partenariat avec USA Roller Sports fournissant une assurance et un développement des possibilités à court et long terme.

## Le roller derby masculin

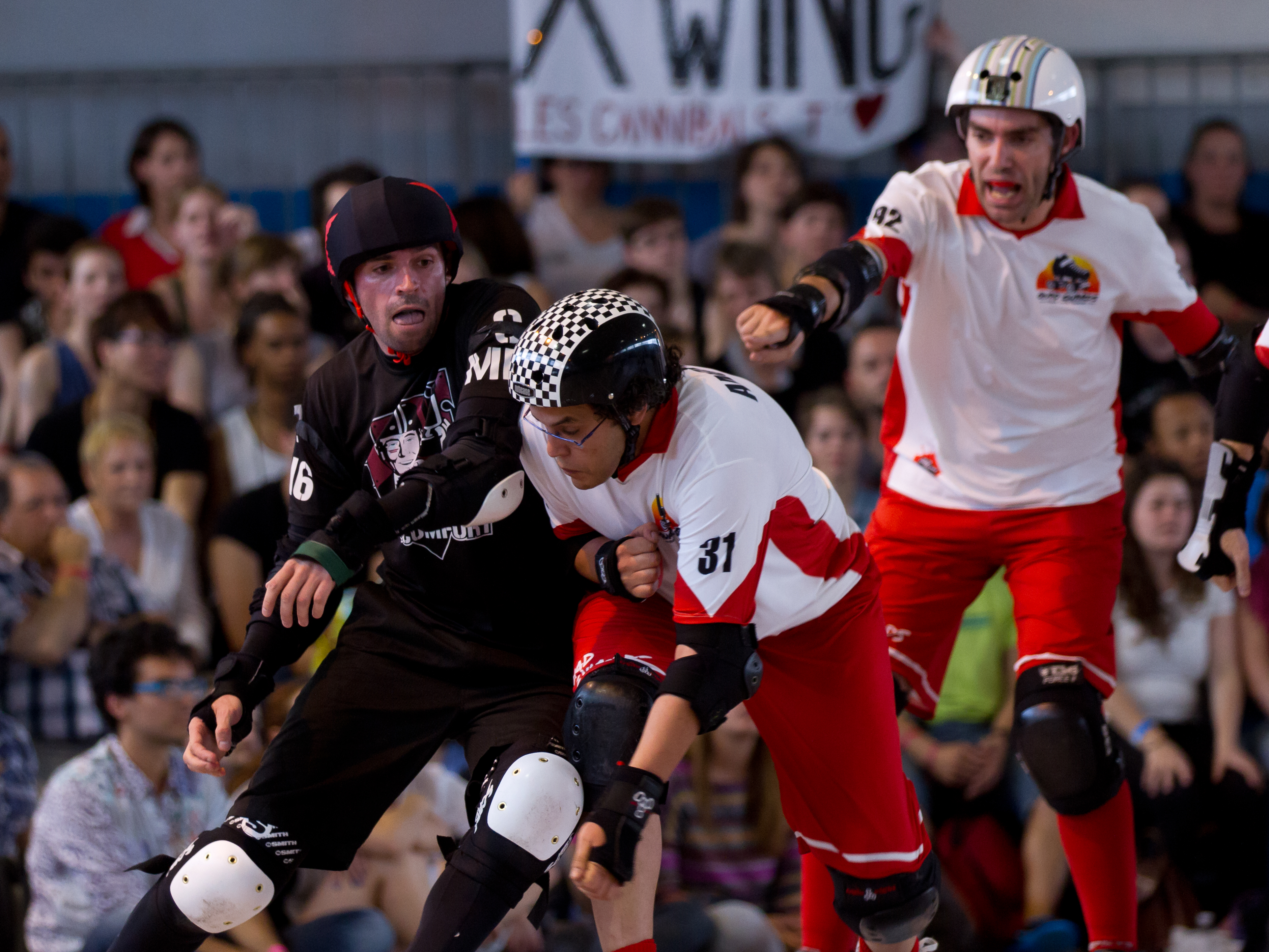
Match de roller derby masculin en juin 2013.

Dans les années 1930, le roller derby est initialement créé comme un sport dans lequel les hommes et les femmes seraient en concurrence dans des équipes mixtes, mais lors de la renaissance du roller derby moderne, le sport est dominé par les femmes, et il a de très fortes connotations féministes. En 2007, la Men’s Derby Coalition voit le jour aux États-Unis afin de rassembler les ligues masculines de roller derby. La MDC est renommée en 2011 Men's Roller Derby Association (MRDA) et resserre ses relations avec la WFTDA. Des règles sont mises en place pour les compétitions masculines même s'il n'existe pas de différence avec les règles pour les femmes.
Les États-Unis ne sont pas le seul pays à voir des parties de roller derby masculin ; ainsi, il existe des organisations au Canada, en Écosse, en Angleterre ou encore en Australie. En octobre 2010, les États-Unis organisent leur premier championnat de roller derby masculin à Hagerstown dans le Maryland. En juin 2012, l'Europe a tenu son tout premier championnat masculin de roller derby avec plusieurs ligues en compétition, y compris la toute première ligue masculine en France, les Quad Guards de Toulouse.

## Apparitions à l'écran

### Documentaires
- En 1971, le film documentaire Derby (intitulé Roller Derby au Royaume-Uni) a été réalisé par Robert Kaylor et produit par Jerry Seltzer. Le documentaire suit le patineur Mike Snell, comment il s'est distingué dans le monde professionnels du roller derby des années 1970, et fournit des images de compétition ainsi que d'un regard derrière les coulisses du monde professionnel du roller derby.
- En 1986, un documentaire de cinquante-sept minutes intitulé Roller Derby Mania a été réalisé à la vidéo (NTSC VHS) en Amérique du Nord. Il traite d'une équipe de roller derby les LA T-Birds, et comprend des images d'archives des précédentes incarnations du jeu. Une édition DVD Zone 1 a été publié en 2003.
- En 1991, un documentaire de trente minutes Roller Derby Wars est sorti directement en vidéo (NTSC VHS) en Amérique du Nord.
- En 2001, Demon Of The Derby est un documentaire biographique sur la star de roller derby Ann Calvello, a été réalisé.
- En 2004, le 32e épisode de la série documentaire Woodie's World diffusé sur ESPN contenait un segment sur la renaissance du Roller Derby en 1971.
- En 2005, le neuvième épisode de la série documentaire Timeless sur ESPN a mis en lumière les Los Angeles Derby Dolls.
- Jam, un film sur la vie des patineurs de derby et les promoteurs, créée en 2006. Le film a remporté le meilleur documentaire au festival South by Southwest film.
- En 2006, le documentaire de douze minutes High Heels on Wheels met en scène plusieurs anciennes patineuses professionnelles se remémorant le rôle que les athlètes féminines ont joué dans leur « coming out » dans la communauté du roller derby.
- En 2006, A&E a diffusé une série de treize épisodes à la télévision, « Rollergirls » mettant l'accent sur la vie et les matchs d'Austin au Texas affilié à la ligue TXRD Lonestar Rollergirls. En raison de son public national et international, ce spectacle a été un catalyseur dans la renaissance du roller derby.
- Hell on Wheels, un documentaire sur la création de la ligue de roller derby exclusivement féminine à Austin au Texas, en 2001 qui a déclenché la renaissance du derby moderne créée en mars 2007 au South by Southwest Film Festival.
- Blood on the Flat Track, un documentaire sur la formation du Seattle Rollergirls Rat City, diffusé 2007, en avant-première au Seattle International Film Festival. Il a été repris pour la distribution des États-Unis par Strand Releasing et pour la distribution au Canada par Mongrel Media.
- En 2008, ESPN SportsCenter a diffusé et publié sur Internet la renaissance du roller derby, un court métrage sur la relance en cours du roller derby.
- En 2008, l'Australian Broadcasting Corporation a diffusé Roller Derby Dolls, un court-métrage documentaire sur le récent regain du roller derby en Australie.
- En 2009, Metro Sports a diffusé Roller Warriors, une série documentaire en sept volets couvrant la saison 2008 des Kansas City Roller Warriors, la série a été émise sur format DVD.
- Brutal Beauty: Tales of the Rose City Rollers, un documentaire sur la ligue des Rose City Rollers de Portland dans l'Oregon créée en 2010[67]
- En 2014, une série documentaire dédiée au roller derby Roller Girls est produite en France et diffusée sur planete A&E en 6 épisodes de 52 minutes qui suivent la ligue de Toulouse[68]
- En 2016,un documentaire dédiés au rollers derby "Rollers derby parcours de battantes" est produit en France par AMC2 production et Morgane production et diffusé sur France 3 Auvergne Rhône Alpes qui suit l'équipe de France de roller derby.

### Films de fiction
- En 1949, Roller Derby Girl, un court-métrage de dix minutes est produit par Justin Herman. Herman est nommé lors des Oscars de 1950 dans la catégorie meilleur court métrage en prises de vues réelles[69],[70].
- En 1982, le cinéaste Robert Kramer réalise À toute allure. Le film raconte l'histoire de deux jeunes Français qui veulent devenir champions de roller derby[71].
- En 2009, Drew Barrymore réalise et produit son premier film avec Bliss. Elliot Page, qui a le rôle principal, joue une adolescente blasée malgré son jeune âge et qui découvre le roller derby et se lance dans une compétition[4].
- En 2013, les reines de la CRIM est le quatrième mini-film de Monster High, un film d'animation[72].

### À la télévision
- En 1976, le 12e épisode de la saison 1 de la série Drôles de dames intitulé Angels on Wheels (Rollerball en France) se déroule dans le milieu du roller derby (équipe fictive des Tornadoes à Los Angeles).
- Certains épisodes de la franchise des Experts, Les Experts : Miami (épisode 203), et Les Experts : Manhattan (épisode 33) situent leurs enquêtes dans le milieu du roller derby.
- L'épisode 7 de la saison 3 de Psych : Enquêteur malgré lui, intitulé Talk Derby to Me, voit le lieutenant Juliet O'Hara infiltrer une équipe de roller derby pour enquêter sur des vols.
- L'épisode 14 de la saison 8 de Bones, intitulé The Doll in the Derby, base son enquête dans le milieu du roller derby.
- L'épisode 18 de la saison 3 d'Hawaii 5-0, intitulé Na Ki'i (Poupées), Catherine Rollins s'infiltre en tant que « jammeuse » dans une équipe de roller derby de la ligue Pacific Roller Derby afin d'élucider le meurtre d'une jeune femme ayant une double vie.
- L'épisode 2 de la saison 2 de La Diva du divan, intitulé To Swerve and Protect, la psychologue Dani Santino aide une joueuse de roller derby à surmonter un traumatisme d'enfance.
- Dans l'épisode 11 de la saison 4 de la série Elementary, la victime est une joueuse de roller derby.
- L'épisode 17 de la saison 10 de Murdoch Mysteries a lieu dans le milieu du roller derby de la fin du XIXe siècle.
- La saison 5 de The Foster met en scène une équipe de Roller derby féminine.
- En 2020, une série de dix épisodes de 20 minutes, nommée Derby Girl se déroule dans le milieu du roller derby. Avec Chloé Jouannet[73].

### Règles du jeu
- WFTDA, Les règles du flat track roller deby, 19 juillet 2019, 9e éd., 86 p. (lire en ligne)

1. 1 2 3  WFTDA 2019, Article 1.1.
2. ↑  WFTDA 2019, Article 2.1.
3. 1 2  WFTDA 2019, Article 2.2.3.
4. ↑  WFTDA 2019, Article 3.1.
5. 1 2  WFTDA 2019, Article 2.2.
6. ↑  WFTDA 2019, Article 2.4.5.
7. ↑  WFTDA 2019, Article 1.2.
8. 1 2  WFTDA 2019, Article 2.3.
9. 1 2 3  WFTDA 2019, Article 4.2.
10. ↑  WFTDA 2019, Article 2.4.1.
11. 1 2 3 4  WFTDA 2019, Article 2.2.2.
12. ↑  WFTDA 2019, Article 3.
13. 1 2  WFTDA 2019, Article 2.4.
14. 1 2  WFTDA 2019, Article 4.
15. 1 2 3 4  WFTDA 2019, Article 4.4.
16. ↑  WFTDA 2019, Article 4.4.2.
17. ↑  WFTDA 2019, Article 4.3.
18. ↑  WFTDA 2019, Article 5